# Античный период в истории Северной Африки

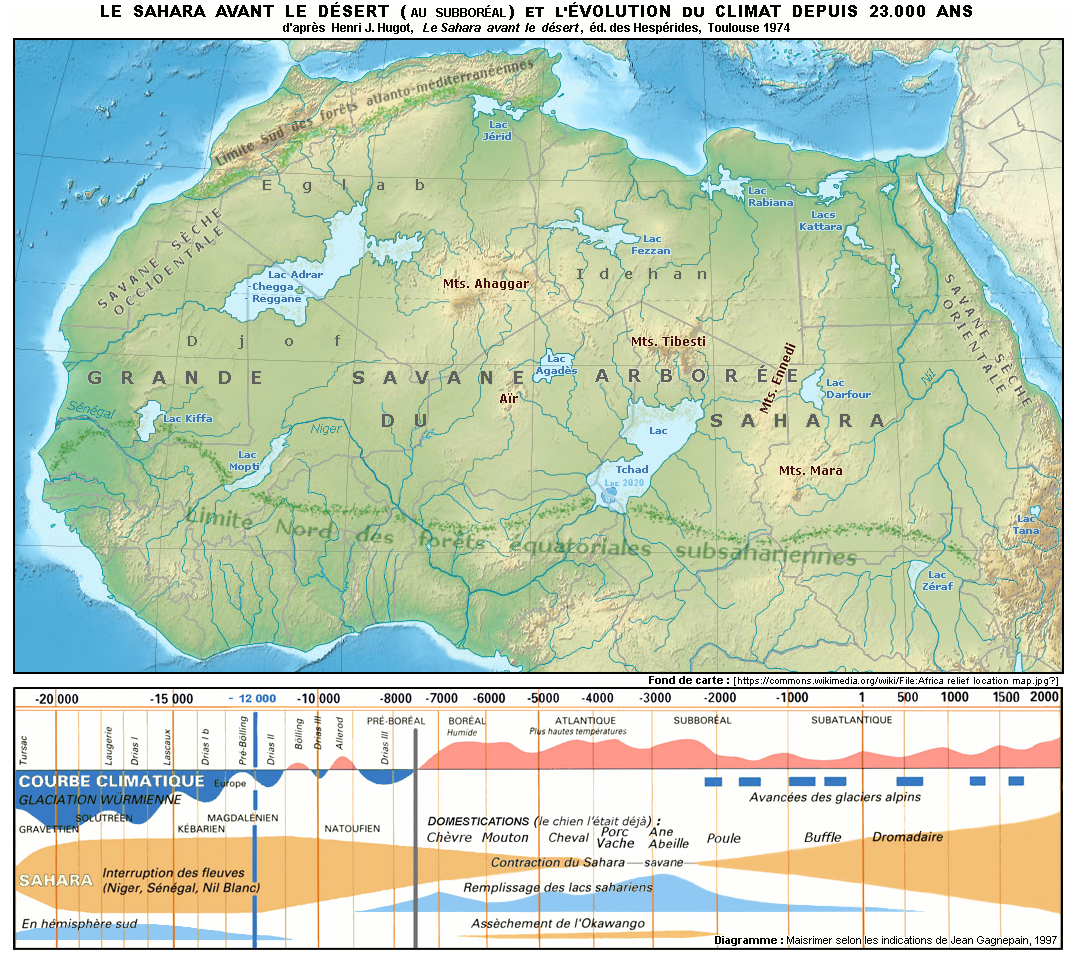
Сахара в суббореале (до опустынивания) и эволюция климата за 23 000 лет

Древняя история Северной Африки

## Куш
Куш или Мероитское царство — древнее царство, существовавшее в северной части территории современного Судана (Нубии) с IX или VIII века до н. э. по IV век н. э. В 350 году его захватило государство Аксум.

## Ранний классический период

### Поздний период в истории Древнего Египта
Поздний период в истории Древнего Египта охватывает правление фараонов XXVI—XXX династий (664—332 до н. э.). Это период борьбы за восстановление независимости Египта, тяжелых войн и иноземных вторжений, окончившийся завоеванием страны Персидской империей и затем Александром Македонским.

### Древняя Ливия
| D21 · Z1 | D58 | G43 | T14 | A1 · Z2 |

| D21 · Z1 | D58 | G43 | T14 | A1 · Z2 |

Топоним «Ливия» производился древними от имени населявших страну племён — ливийцев, название которым вероятно дали египтяне. В период Древнего Царства (около 2700—2200 гг. до н. э.) встречаются надписи с именем одного из западных кочевых племён — «ребу» или «либу» (егип. rbw, rb, rbj). В какой-то период это племя выделилось среди других кочевников и по его наименованию египтяне стали называть все народы к западу от долины Нила — «ливийцы». 
Вероятная этимология и распространение названия «Африка». Карфагеняне (или, возможно, римляне), называли некоторую область, прилегающую к Карфагену — «Африкой», по имени проживающего там берберского племени — «африк» или «авриг», это название перешло на римскую провинцию — Африка. Со временем это имя вытеснило прежнее именование «Ливия», распространившись от названия провинции, на территории покорённого римлянами Карфагена, до всей западной части Северной Африки. В раннем средневековье название перешло на территории соответствующие современным Тунису, северному Алжиру и части Ливии, в арабском варианте — Ифрикия, а в новое время стало именем всего континента в связи с колониальными захватами европейцев.
Это наименование, возможно заимствованное от египтян, упоминается в древнееврейских источниках в Книге Бытия — «lubim» и, возможно, «lehabim».

### Карфаген

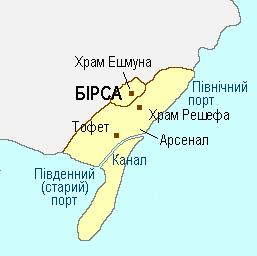
Карфаген в первые века своего существования

Карфаген основан в 814 году до н. э. колонистами из финикийского города Тира. После падения финикийского влияния Карфаген переподчиняет себе бывшие финикийские колонии и превращается в столицу крупнейшего государства Западного Средиземноморья. К III веку до н. э. карфагенское государство подчиняет Южную Испанию, Северную Африку, западную Сицилию, Сардинию, Корсику. После серии войн против Рима (Пунические войны) потерял свои завоевания и был разрушен в 146 году до н. э., его территория превращена в провинцию Африки.
В III веке до н. э. интересы Карфагена вошли в конфликт с усилившейся Римской республикой. Отношения, прежде союзнические, стали ухудшаться. Впервые это проявилось на заключительном этапе войны Рима с Тарентом. Наконец в 264 году до н. э. началась Первая пуническая война. Она велась главным образом в Сицилии и на море. Довольно быстро римляне захватили Сицилию, но тут сказалось почти полное отсутствие у Рима флота. Лишь к 260 году до н. э. римляне создали флот и, использовав абордажную тактику, одержали морскую победу у мыса Милы. В 256 году до н. э. римляне перенесли боевые действия в Африку, разбив флот, а затем и сухопутную армию карфагенян. Но консул Аттилий Регул не использовал полученное преимущество, и через год пунийская армия под командованием спартанского наёмника Ксантиппа нанесла римлянам полное поражение. В этой битве, как и во многих предыдущих и последующих, победу принесли слоны (даже несмотря на то, что римляне уже сталкивались с ними, воюя против Пирра, царя Эпира). Лишь в 251 году до н. э. в битве у Панормы (Сицилия) римляне одержали большую победу, захватив 120 слонов. Через два года карфагеняне одержали большую морскую победу (чуть ли не единственную за всю войну) и наступило затишье, обусловленное полным истощением обеих сторон.

## Эллинистическая эра

### Эллинистический Египет
Эллинисти́ческий Еги́пет, иначе Еги́пет Птолеме́ев (332 до н. э. — 30 до н. э.) — эллинистическое государство, образованное на территории Египта после распада державы Александра Македонского. Столицей Эллинистического Египта стал основанный Александром город Александрия (Египетская) в дельте Нила, ставший одним из основных центров греческой эллинистической культуры. Первый правитель государства, диадох Птолемей I, использовал местные традиции, сохранившиеся от династического периода, для закрепления своей власти и основал династию Птолемеев. Эллинистический Египет просуществовал до римского завоевания в 30 году до н. э., после чего стал провинцией в составе Римской империи.

### Берберские королевства

#### Нумидия
Нуми́дия (лат. Numidia) — в древности область в Северной Африке (современная северная часть Туниса и Алжира), населена нумидийцами.
Постепенный переход кочевых племён Нумидии массилиев и мазезилиев (масайсилиев) к земледелию и оседлому скотоводству в конце 1 тысячелетия до н. э. сопровождался возникновением и развитием городов (Цирта — главный город, Тугга, Тевес, Сикким и другие) и полисной организации в них.
В III веке до н. э. Нумидия была покорена Карфагеном. Нумидийцы неоднократно восставали против карфагенского господства. В период Второй Пунической войны (218—201 годы до н. э.) царь восточной части Нумидии Масинисса оказывал римлянам помощь, за что они помогли ему стать в 201 до н. э. правителем всей Нумидии. При Масиниссе (правил в 201—149 годах до н. э.) нумидийское царство сильно укрепилось: расширились его территории, выросли города, усилились торговые связи со всем Средиземноморьем. В 201 до н. э. вся территория Нумидии была объединена в единое царство Массиниссой, который сделал своими столицами города Цирта на западе и Булла-Регия на востоке.
В 111—105 годах до н. э. нумидийский царь Югурта вёл войну с Римом, но потерпел поражение, попал в плен и был казнён.
В 46 до н. э. превращена в римскую провинцию Новая Африка, в 429/430 г. н. э. завоевана вандалами, в 533 г. — византийцами (см. Африканский экзархат), в VII веке — арабами (см. Ифрикия).

#### Мавретания

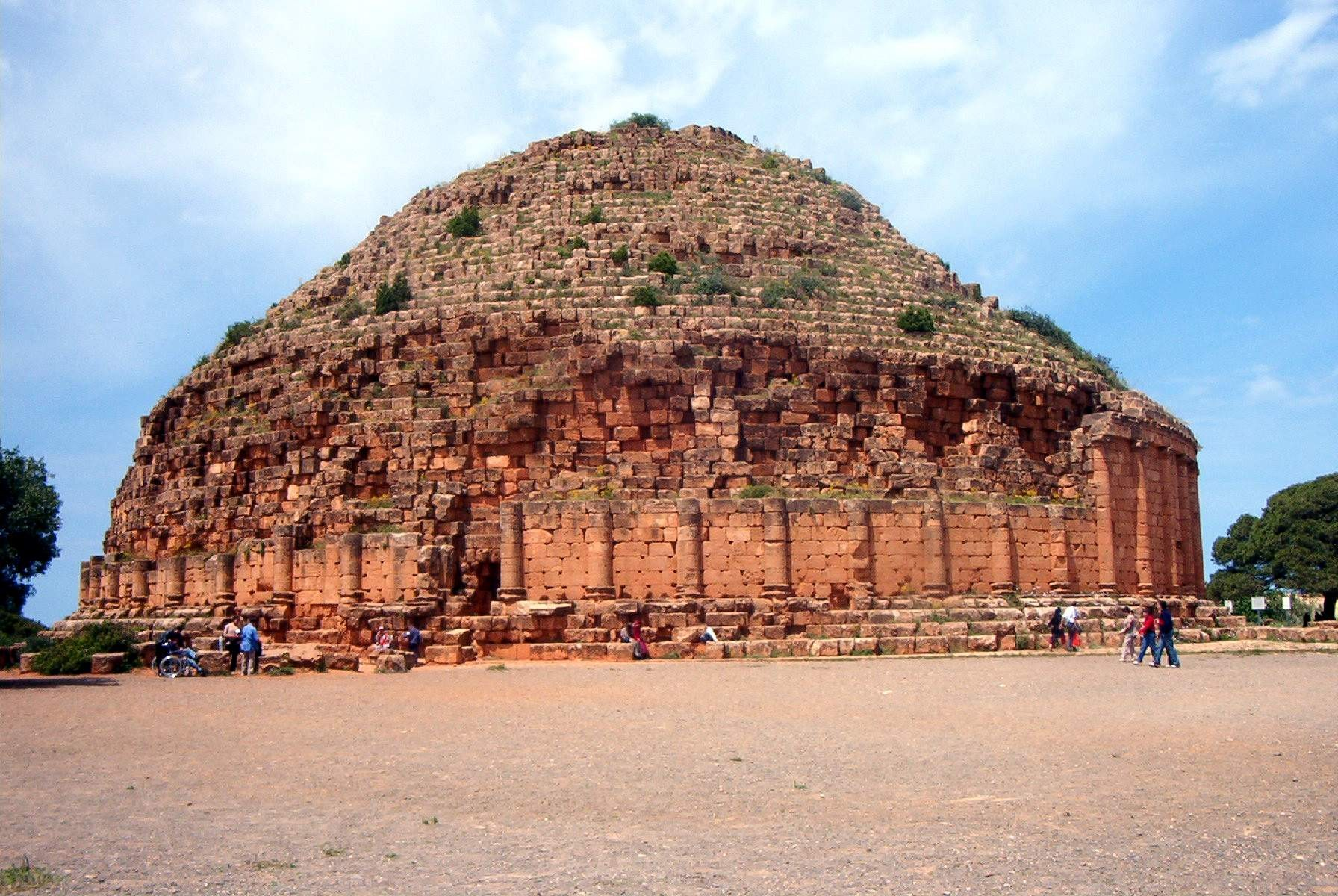
Гробница мавретанских царей в Типасе

Маврета́ния (лат. Mauretania) — историческая область на севере Африки на территории современных Западного Алжира и Северного Марокко.
До колонизации финикийцами основным населением Мавретании являлись негроидные народы, поэтому семитские народы называли африканцев ливийцами, а римляне — маврами. После разгрома Нумидии и Мавританских царств пунами и, позднее, римлянами в регионе распространилось влияние Карфагенян и берберов. После освоения африканского побережья пунами в регионе начали возникать города. Первым известным по имени правителем этих мест был нумидийский царь Сифакс.
С конца II века до н. э. римские историки упоминают царей Мавретании. Верным союзником Рима был Бокх I, прославившийся пленением своего зятя — нумидийского царя Югурты. За эту услугу ему было позволено оккупировать западную часть Нумидии.
После смерти в 33 году до н. э. Бокха II Мавретанское царство потеряло политическую самостоятельность. Римляне создали на его территории вассальное государство во главе с Юбой II. В 40 году н. э. последний мавретанский царь Птолемей был умерщвлён, а его земли перешли в руки императора Калигулы.

## Гарамантида
Гарамантида была основана народом гарамантов примерно в XI веке до н. э. и уже к VIII веку до н. э. включала в себя весь Феццан, юг Триполитании и западную часть Мармарики.
В 19 году до н. э. римская армия по предводительством Луция Корнелия Бальба Младшего вела успешные военные действия против гарамантов. Полководец выступил из Сабраты и, опустошив по дороге Гадамес, нанес гарамантам неожиданный удар. Римские источники сообщают, что он смог взять Гараму, столицу Гарамантиды, а также ряд близлежащих городов и племён. Тем не менее, римлянам не удалось закрепить за собой эти территории.

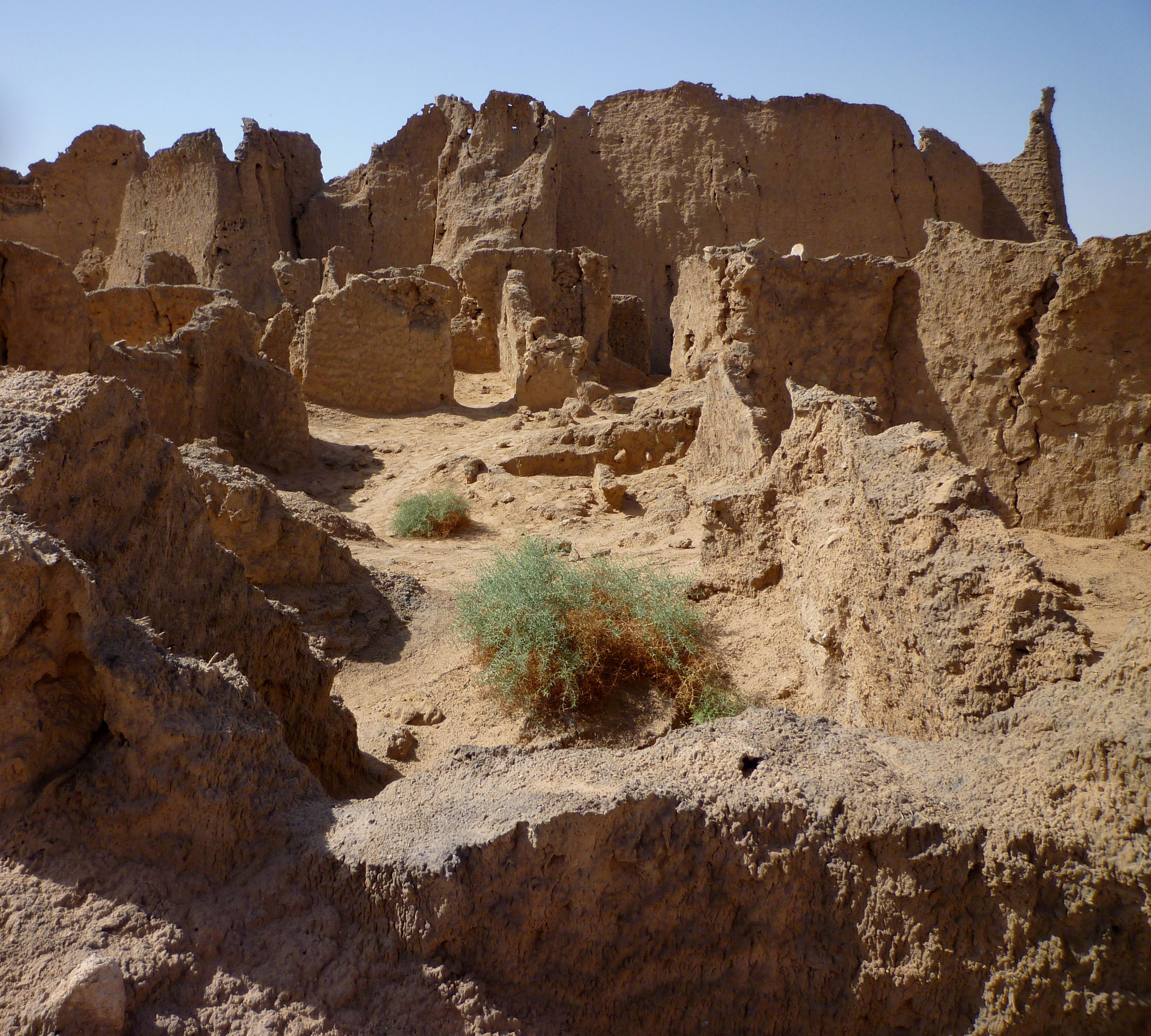
Руины Гарамы — столицы государства гарамантов.

В 70 году Гарамантида вмешалась в войну между финикийскими городами Лептис Магна и Эа, на стороне последнего. Тогда жители Лептиса обратились за помощью к римлянам, и те прислали армию во главе с полководцем Валерием Фестом, который не только смог захватить Эю и разбить гарамантов у стен Лептиса, но и углубился на территорию Гарамантиды до холмов местности аш-Шувейреф. Тем не менее, римские войска не смогли продвинуться южнее, так как гараманты перерекрыли их пути снабжения и засыпали за собой колодцы. Тогда Римская империя построила цепь крепостей от Гирзы до Джаду и Гарьяна, для защиты своих владений на побережье. Вероятно, после этого отношения между Римом и гарамантами оставались враждебными вплоть до правления императора Домициана.
В 89 году правитель Гармантиды Мрсис посетил Рим и Галлию, где встретился с римским императором Домицианом и подписал с ним соглашение, по которому в римляне разместили в Гараме гарнизон, а гараманты начали помогать римлянам охранять торговые пути через пустыню.
Ко временам Византии Гарамантида значительно ослабла, а её территория сократилась до местности между Вади-Аджаль и Вади-Мурзук.
В 669 году Гарама была взята без боя арабским войском под предводительством Укбы ибн Нафи, а последний царь гарамантов взят в плен и отправлен в кандалах в Египет. Однако, несмотря на сдачу столицы, другие крепости гарамантов продолжали сопротивление, и арабам пришлось захватывать их по отдельности.

## Римская эра

### Римский Египет
Еги́пет (лат. Aegyptus [ajˈɡʏptʊs]) — провинция Римской империи, территория которой практически совпадала с территорией современного Египта, за исключением Синайского полуострова. На западе она граничила с Киренаикой, а на востоке с Аравией. Египет попал под власть Рима в 30 году до н. э. после смерти царицы Клеопатры и Марка Антония.

### Христианство

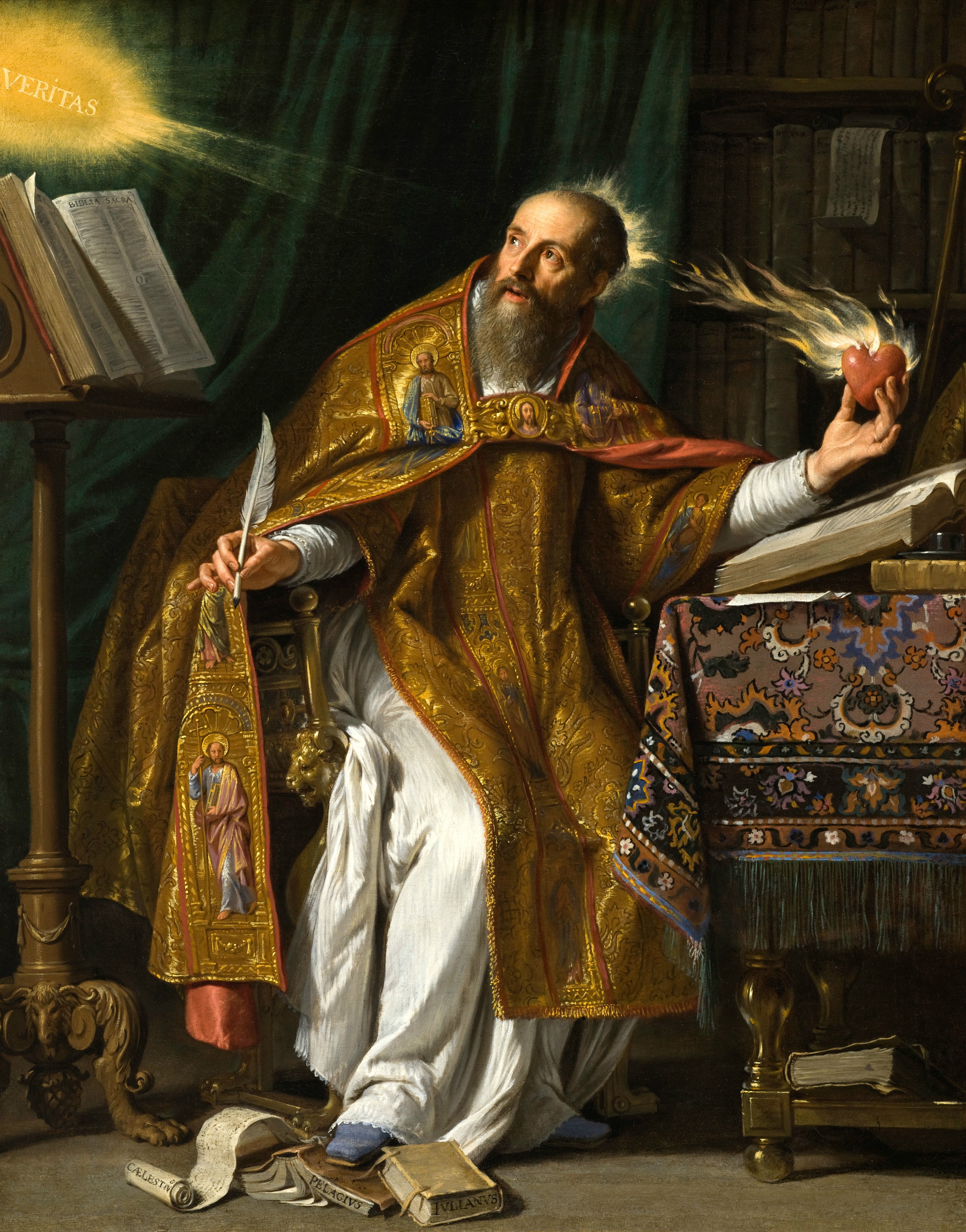
Святой Августин

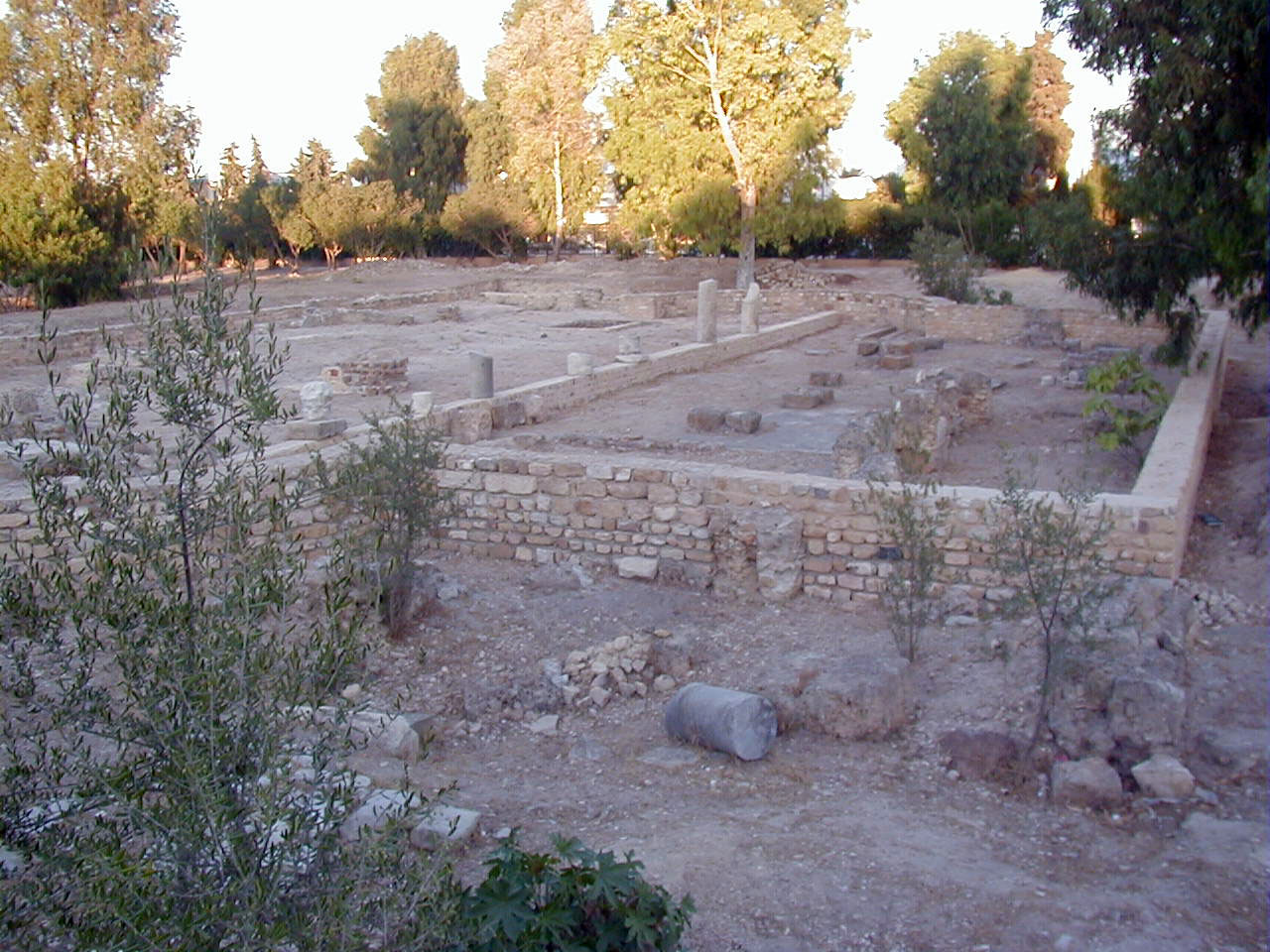
Остатки базилики в Карфагене

Христианство распространилось в Северо-Западной Африке ещё в апостольские времена — первым епископом Карфагенским стал святой апостол от семидесяти Епенет.
Кафедра Карфагена, как столицы провинции и второго по величине (после Рима) города в западной части империи, с самого начала имела преимущество чести в Церкви. Уже во II веке Карфаген становится одним из важнейших христианских центров. Епископ Карфагена носил титул «епископа Африки, Нумидии, Триполитании и Мавретании». К 180 году в его области уже было 70 епископских кафедр. Карфагенская Церковь в конце II века становится средоточием одной из двух основных школ богословия первых столетий (вторая — Александрийская). Выдающимися богословами Карфагенской Церкви стали священномученик Киприан Карфагенский и блаженный Августин Гиппонский. Некоторое время епископ Карфагена носил почётный титул патриарха Карфагена. К 300 году, по разным оценкам, в Церковь входило 5-15 % населения Империи, то есть 50-75 млн человек.
С III по V век Карфаген был местом череды важных церковных соборов.
Халкидонский собор в 451 году окончательно определил округа пяти первенствующих епископов, закрепив за ними титул патриархов. Карфагенская Церковь вошла в патриарший округ Римской Церкви, но сохранила самоуправление в качестве автокефальной митрополии.
Уже в VI веке Римская империя распалась, в связи с чем пришёл в упадок и Карфаген.
В V веке Африканский диоцез империи был захвачен вандалами, в большинстве своём бывшими арианами. В годы вандальского гнёта долго отстаивавшая свою самостоятельность Карфагенская Церковь вынуждена всё более опираться на Римскую.
В 533 году Карфаген отвоеван Византийской Империей и после этого Карфагенская церковь возможно вошла в ведение Александрийского Патриарха вместе с областями Южной Испании, временно присоединёнными к Византии при императоре Юстиниане I. Однако, затем главенство над Карфагеном твёрдо утверждается за Римской кафедрой, в то время как в гражданском отношении бывший Африканский диоцез находилась в рамках Византийской империи как Африканский экзархат. Карфаген ещё оставался важной епархией Римской церкви, но в связи с мусульманскими завоеваниями приходил в упадок. Последнее упоминание о Карфагенском епископе относится к 635 году.

### Упадок Римской империи

#### Королевство вандалов и аланов в Африке

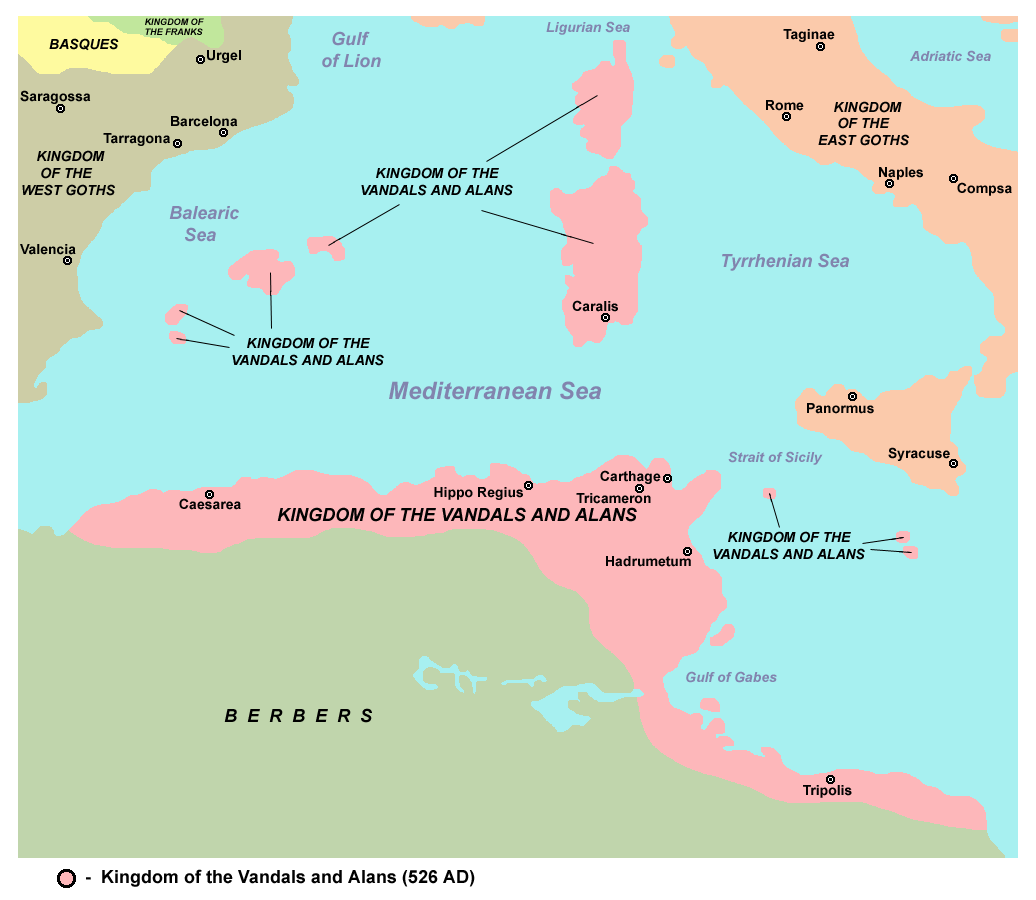

О причинах, побудивших вандалов перебраться в северную Африку, источники расходятся. Кассиодор связывал переселение вандалов с приходом в Испанию везеготов. Большинство других авторов передавали версию, что вандалы пришли по приглашению римского наместника в Ливии, комита Африки Бонифация, который решил узурпировать власть в африканских провинциях и призвал на помощь варваров, обещая им 2/3 территории.
В 429 году Гибралтар пересекло 80 тысяч человек под предводительством короля Гейзериха. После ряда сражений с войсками Бонифация и империи, вандалы захватили ряд провинций. По мирному договору 435 года император Запада Валентиниан III признал за вандалами их приобретения в обмен на ежегодную дань империи.
Однако 19 октября 439 года вандалы в нарушение договора захватили Карфаген, ставший резиденцией их короля. Этот день считается датой основания королевства вандалов и алан, которое охватывало территории современных Туниса, северо-восточного Алжира и северо-западной Ливии. Романизированное население провинций изгонялось с земли или обращалось в рабов и слуг. Местные берберские племена маврусиев (мавров) подчинялись или вступали в союзнические отношения с вандалами.

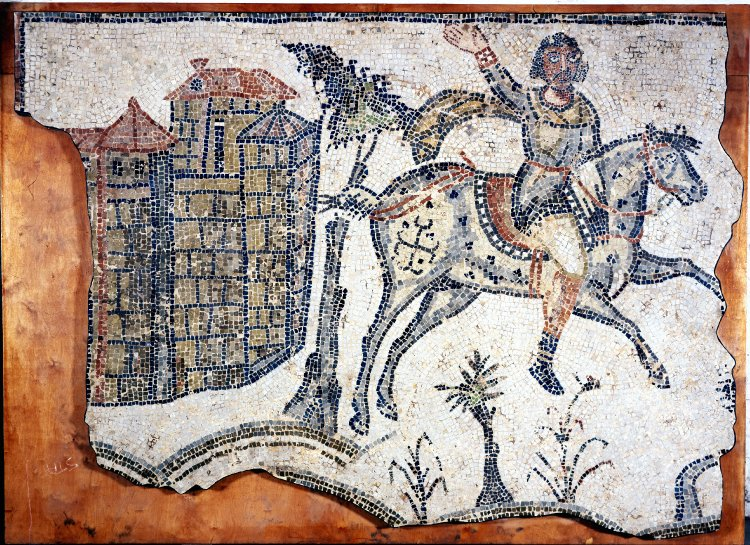
Знатный вандал на мозаике конца V века. Британский музей.

В 442 году империя по новому мирному договору признала расширение вандальского королевства. Воспользовавшись внутренними смутами в Западной Римской империи, Гейзерих в последующие годы снова нарушил договор, захватив у империи Мавретанские провинции, Сардинию, Корсику, Балеарские острова вблизи Испании, позже была подчинена Сицилия. Наиболее известным предприятием Гейзериха стал захват и разграбление Рима в июне 455 года, благодаря чему в новое время возник термин «вандализм». Под влиянием успехов у вандалов, в отличие от других ранних германских государств, королевская власть стала абсолютной. Феодальные отношения при Гейзерихе вытеснили остатки военно-племенной демократии.

### Африканский экзархат Византийской империи
Африканский или Карфагенский экзархат — византийская провинция, образованная императором Маврикием в 590 году на землях, отвоёванных Велизарием у вандалов в ходе Вандальской войны 533—534 годах. Столицей служил Карфаген. Во главе провинции стоял экзарх, совмещавший функции гражданского управления и военного командования.
Экзархат вёл не особо успешную борьбу с вестготами за обладание юго-восточной Испанией, а также пытался умиротворить берберские племена Северной Африки. При императоре Ираклии I, сыне экзарха Африки Ираклия Старшего, ситуация стабилизировалась настолько, что рассматривалась возможность переноса в Карфаген столицы империи.
В 647 году экзарх Григорий (двоюродный племянник Ираклия), воспользовавшись ослаблением императорской власти вследствие ударов арабов, отложился от Константинополя и провозгласил себя императором Африки. Очень скоро ему самому пришлось иметь дело с вторжением Омейядов из Египта.
Арабское завоевание Северной Африки завершилось падением Карфагена в 698 году. На территории бывшего экзархата (римские провинции Африка, Бизацена, Триполи, Нумидия, Мавретания) была образована арабская провинция Ифрикия.